# Ayauca (distrito)
O Distrito peruano de Ayauca é um dos trinta e tês distritos da Província de Yauyos, situada no  Departamento de Lima, pertencente a Região de Lima, Peru. 

## Transporte
O distrito de Ayauca é servido pela seguinte rodovia:
- LM-126, que liga o distrito de Omas à cidade de Putinza
- PE-24, que liga o distrito de Cerro Azul (Região de Lima) à cidade de Chilca (Região de Junín) [1][2][3]